# Tundra
Tundra je biom koji se prostire u predjelima, gdje je rast drveća onemogućen nižim temperaturama i kratkom vegetacijskom sezonom. Ime potječe od kildinskosaamske (laponske) riječi "tūndâr", koja označava "ledinu bez drveća". Postoje tri tipa tundre: arktička, antarktička i alpska. Flora palearktičkih tundri često se naziva arkto-alpskom zbog postojanja zajedničke povijesti vegetacije i velikog broja zajedničkih vrsta biljaka u arktičkoj, antarktičkoj i alpskoj tundri.

## Arktička tundra
U skorijoj geološkoj prošlosti (ledena doba kvartara) velike ledene mase pokrivale su dio Sjeverne Amerike i Europe. U periodu poslije posljednje glacijacije led se povukao prema sjeveru ili se zadržao na planinama (ledenjaci). Područja koja su posljednja oslobođena leda, a susjedna su ledenim pokrivačima pripadaju biomu tundri. Oko 75% živog svijeta tundre zajednički je arktičkim tundrama u Europi i Aziji. 
Biljke su malih dimenzija. Od drvenastih biljaka ima jako malo vrsta. To su obično breze i patuljaste vrbe. Od zeljastog bilja brojne su mahovine i lišajevi.
Od životinjskih vrsta ističu se mošusno govedo i sobovi, koje u Americi nazivaju karibu. Vukovi i polarne lisice  predatori su koji su prilagođeni životu u tundri tako što imaju gusto krzno i sloj potkožne masti. Također su uši, rep i njuška jako skraćeni kako ne bi došlo do smrzavanja. 
U tundri je veoma mali broj ptica koje su stanarice, dok ptice selice dolaze ljeti u milijunima jedinki. Neke od njih su plovke i guske. Veliki broj ptica se tada hrani kukcima i to najčešće dvokrilcima koji inače zimuju u stadiju ličinki pod ledom koji se stvara na površini bara.
Klima je hladna i oštra, ima jako malo padalina, tlo je veći dio godine zaleđeno.

## Antarktička tundra
Antarktička tundra pojavljuje se na Antarktiku i na nekoliko subantarktičkih otoka. Antarktika je uglavnom previše hladna i suha za uspijevanje vegetacije. Većina kontinenta pokrivena je ledom. Međutim, neki dijelovi kontinenta, osobito antarktički poluotok, imaju područja krša na kojem je moguć razvoj biljnog svijeta. 
To su najčešće mahovine, lišajevi i kopnene alge.
Za razliku od arktičke tundre, na Antarktici nema velikih kopnenih sisavaca, uglavnom zbog fizičke izolacije od drugih kontinenata. Ima morskih sisavaca i morskih ptica, uključujući pingvine. Nastanjuju područja u blizini obale, a neki mali sisavci, kao što su zečevi i mačke došli su putem čovjeka.
Flora i fauna Antarktike i antarktičkih otoka (južno od 60 ° južne zemljopisne širine) zaštićene su Ugovorom o Antarktici.

## Alpska tundra
To je ekozona u kojoj ne raste drveće, zbog prevelikih nadmorskih visina. Razlikuje se od ostalih tundri po boljoj kvaliteti tla, koje nije zaleđeno. Zauzima područja visokih planina. Nazvana je po Alpama, ali se ne odnosi samo na Alpe, već i na Kordiljere, Pireneje, Tibetansku visoravan itd. Biljni svijet predstavlja patuljasto grmlje. Hladna klima uzrokovana je niskim tlakom zraka, slična je polarnoj klimi.